# Protvino
Protvino (rusky Протвино) je město v Moskevské oblasti v Ruské federaci. Při sčítání lidu v roce 2010 mělo přes sedmatřicet tisíc obyvatel.

## Poloha
Protvino leží na levém, severním břehu Protvy jen několik kilometrů západně od jejího ústí do Oky. Od Moskvy je vzdáleno přibližně 116 kilometrů jižně a nejbližším bližším městem je Serpuchov přibližně patnáct kilometrů jihovýchodně. U západního a jižního okraje města probíhá hranice mezi Moskevskou a Kalužskou oblastí.

## Dějiny
Protvino bylo založeno v roce 1960 v souvislosti se založením Ústavu pro fyziku vysokých energií. Původně se nazývalo Serpuchov-7. Od roku 1965 bylo sídlem městského typu přejmenovaným na Protvino. Od roku 1989 je Protvino městem.